# 社会性昆虫
社会性昆虫（しゃかいせいこんちゅう、英語: social insect）とは、ハチやシロアリのように、集団を作り、その中に女王や働き蟻（蜂）のような階層があるような生活をしているなど、人間のそれに似た社会的構造を備える昆虫を指す。この集団は実際には家族集団であり、内容的には人間の社会とは大きく異なる。
対義語は、単独性昆虫（たんどくせいこんちゅう、英語: solitary insect）である。
かつては社会性昆虫であるかどうかの判断は、群れの中に分業的な階層があるかどうかであったが、現在では不妊の階層があるかどうかが重視される。そのような観点で、現在では社会性昆虫のようなあり方を真社会性と呼ぶ。また、その観点で研究が進んだ結果、上記の群以外にもいくつかの真社会性の昆虫が発見されている。現在では社会性昆虫とは、真社会性を持つものとされる。しかしながら、そのような新たに認められた群は、その性格がかなり異なるため、別に扱う例も多い。この記事では、上記の古典的な意味での社会性昆虫について述べる。
大きな群れを作らず、また、階層が分かれていないが、親子が一緒に生活するものを亜社会性ということもある。また、血縁のない個体同士が集団を作るのを側社会性という。これらは社会性昆虫の進化を考える上でも重視される。

## 社会性
ほとんどの昆虫は親が孵化した子の世話をすることがない。一部には子守りをする昆虫も知られるが、その多くは子供が大きくなる前に別れ別れになる。それに対して、ハチの一部と、アリ・シロアリは親が子の面倒を見るだけでなく、その子が大きくなっても共に生活し、大きな集団を形成するにいたる。このような昆虫が社会性昆虫である。
脊椎動物では多くの場合に一時的であれ、母子やつがいが家族を形成し、家族が個体群の中に含まれ互いに縄張りや群れを形成するなど、社会的な関係を持っている。複数の個体や家族を含む集団が単なる集まりではなくて、より複雑な構造と相互作用を持つ場合に「社会性」という言葉を与える。実際には厳密には定義しがたいが、一般にはヒトの社会を代表として、それに類するようなものを社会性と呼ぶ。
このような脊椎動物の社会と比べても、大集団を作るハチやアリ類はいかにも人間的な社会を持つように見える。例えば女王や働きバチなどの階級があり、それぞれに役割分担があるなど、人間社会を思わせるものである。そのため人間の社会と比較して論じられたりすることもあった。しかし、あらためて考えると、階級の違いによって、個体の大きさや構造に形態的な違いが見られること、繁殖をおこなう個体が女王に限られ、群れを構成する大部分の個体は互いに兄弟姉妹であることなど、脊椎動物の社会と大きく異なる点もある。
社会性昆虫という生き方は、大変大きな成功を収めている。社会性昆虫は、それらが棲息する陸上の生物群集において、動物の現存量の大きな部分を占める。たとえばブラジルの熱帯雨林での調査では、ハチ目とシロアリで昆虫の現存量の80%に達し、またハチ目の現存量は魚類を除く脊椎動物のそれの4倍近くに達するという。ハチ目に関して言うと、同調査での昆虫の現存量の半分を占めるが、その中で社会性の種は全種数の1割であるにもかかわらず、現存量では95%を超える。地球全体で考えても、昆虫の種数の2%でしかない社会性昆虫は、現存量では半分を占めるとの推定がある。
そのため、これらの昆虫の自然界における役割は非常に大きい。ハナバチ類は顕花植物の送粉者として、カリバチ類は昆虫類の捕食者として、シロアリ類は特に熱帯域で植物遺体の分解者として大きな役割を果たしている。アリ類は食性や生活の多様性が高く、小動物の捕食、種子分散、他の生物との共生、土壌の改良など様々な面を持っている。

### 超個体
社会性昆虫においては、その構成員が互いに依存して生活し、単独の個体での生存が考えがたいこと、また生殖するのがその中の単独の個体であり、繁殖する場合、新しい群れを作る形で行われることなどから、群れを一つの個体に当たると見なし、これを超個体と呼ぶ場合がある。この考えを最初に提唱したのはアリの研究家であったウィリアム・モートン・ホイーラー で、彼は社会性昆虫全般について集大成した。彼は、これらの昆虫の群れを超有機体(superorganism)と呼んだ。今西錦司は雄蜂の存在を無視しているなどとこれを批判しつつも、やはり群れを一つの個体に当たる単位と見なしている。

## 様々な社会性昆虫

### ハチの社会
ハチ目（アリを含む。アリはハチ目アリ科に属し、分類学上はハチに含まれる）には、社会性のものから亜社会性のもの、単独生活のものまで、様々である。古典的に社会性昆虫と言われるのは、アリ類、アシナガバチ類、スズメバチ類、ミツバチ類などに見られる。
社会性のハチとアリの社会は、雌のみで運営されている。この仲間は、受精卵からは雌、未受精卵からは雄が生まれる。女王は雄と交尾の後、単独で巣を作る。雄バチは女王と交尾した後に死亡し、巣作りには関わらない。産まれた卵からかえった幼虫を育てながら産卵を繰り返す。幼虫は成長して羽化すると働きバチとなり、巣に残って女王を助け、子守や餌運び、巣作りをし、自らは繁殖しない。ほとんどのハチでは、秋になると女王と雄バチが生まれ、それらは巣から飛び出して交尾ののち、女王は越冬するが、それ以外のハチは死滅する。従って、多くの蜂の巣は1年限りである（ミツバチとアリは複数年にわたって巣を作るものもある）。
アリは、すべてが原則的には社会性昆虫である。例外的に、たとえばアミメアリは女王が存在しない亜社会性であるが、これも二次的なものと考えられている。一部のアリでは、大顎の発達した兵隊アリが分化する。

### シロアリの社会
シロアリはすべてが社会性である。シロアリは巣から羽アリが飛び出し、交尾すると、雄雌ペアになって巣を作る。雌雄は王、女王となり、交尾、産卵を繰り返す。生まれた子供は親と同じ姿で、ある程度成長すれば働き蟻として、王、女王を助け、巣を作るなどの作業を行う。子供は雌雄両方があり、それらは成長してゆくにつれ、一部のものが兵隊アリに分化する。兵隊アリは繁殖をしない。残りの働き蟻は、その一部が羽アリとなって巣外へ出て行く。シロアリの群れの多くは年を越して維持される。

## 群れの運営
社会性昆虫の多くでは、生殖虫(ハチの女王、シロアリの王と女王)は最終的に繁殖のみを行い、それ以外のすべての作業はワーカー(働き蜂や働き蟻)が行う。ただし、生殖虫のみが越冬できるスズメバチなどでは、巣の初期には生殖虫が巣造りから食糧調達まですべて行い、ワーカーが羽化してからは巣に留まって繁殖に専従するようになる。シロアリでは、巣がそもそも餌である材木内に作られるものもあるが、熱帯地方では巣外に餌を求めるものも多い。そのような場合、多数の個体が同一の餌場に出かけ、巣に戻るのには目印として足跡フェロモンを使う例が多い。ミツバチでは、餌の位置を他個体に知らせるために8の字ダンスを踊ることが知られている。
ワーカーの役割としては餌運びの他に、巣の維持管理や幼虫や生殖虫の世話などがある。
生殖個体が巣に1個体(あるいは1ペア)である種では、生殖虫が死亡した場合、巣内の幼虫から生殖虫の候補が出現する例があり、補充生殖虫などと呼ばれる。それらのうちの1個体が新たな生殖虫となると、他のものは殺される。これは、生殖虫がフェロモンを出し、自分以外の生殖虫の出現を抑制しているものである。これらの昆虫の多くでは、口移しに餌を与えあったりする行動が日常的に行われ、それによってフェロモンの伝搬も行われているらしい。なお、トビイロシワアリのように、多雌性（コロニー内にもともと生殖個体が複数居る）かつ多巣性で数万～数十万の大規模なコロニーをつくる種類もある。

## 社会性の進化
社会性昆虫の扱いについては、チャールズ・ダーウィン自身がその説明に困っていた。働きバチは子を産まず、子を産まなければその形質が子孫に伝わらないからである。
これを説明する方法として、まず考えられたのが、“女王による操作”説である。これは、女王がフェロモンで子供を働きバチにしている、その方が子育てがしやすく、多くの子を残せるからで、この、“自分の子を働きバチにする”という形質が女王を通じて選択されたのだ、とする考え方である。しかし、この説では、働きバチの方で反乱を起こす可能性が否定できない。つまり、働きバチの方に、女王の支配を受け付けないような突然変異が起きたとすれば、勝手に自分の子をもうけるのを止められないわけである。
この状況を打破したのが、ハミルトンによる血縁選択説である。この説は、まず、自然選択において、選択されるのが個体ではなく、個体の持つ表現形であるという発想から始まる。ある個体が生き延びたのは、ある性質を持っていたからで、その性質の元になる遺伝子が選ばれたのだと考えるのである。
そこで、個々の遺伝子の立場で、血縁度というものを見る。
ヒトの例で説明する。親と子がある場合、親の側から見ると、自分の子には自分の遺伝子の半分が入っている。一方兄弟姉妹の関係を考えると一方の遺伝子が他方に存在する確率も1/2であって、自分の子供の世話をする遺伝子も自分の兄弟姉妹の世話をする遺伝子も同様に成功する可能性があることがわかる。
さらに、アリやミツバチ（膜翅目）のように受精卵がメスになり、未受精卵がオスになるような昆虫では、同じ両親から生まれた姉妹間で一方の遺伝子が他方に存在する確率は3/4となり、自分の娘の世話をする遺伝子よりも自分の妹の世話をする遺伝子の方がコピーを後の世代に残しやすくなる。
このように考えれば、膜翅目であれ通常の性決定システムを持つ動物であれ、血縁関係の深い集団では、自分は子を持たず親を助けて兄弟を増やすやり方も、自分の遺伝子を残す目的に合致すると言える。もしも、自分の子供を作らずに、親を助けて子育てをする行動を取らせる遺伝子があれば、その行動によって、自分の子供を作る以上に遺伝子を残せる可能性があり、もしそれに成功すれば、その遺伝子は自然選択によって勝ち残るわけである。
このようにして、社会性昆虫における働きバチのようなあり方が、自然選択説で説明できることになった。そして、このことは、社会性昆虫の特徴が、不妊の階層の存在にある、という考えをもたらすことになった。
なお、血縁選択説は、社会生物学の発展の基盤をなすものともなった。

## 新しい意味での社会性昆虫
このようにして、不妊の階層が存在することが社会性昆虫の大きな特徴であることが示された。これは、哺乳類などに見られる社会と比べても特異的なものである。そこでこのような社会性を、真社会性と呼ぶようになった。それまで知られていた社会性昆虫の中で真社会性のものはハチの一部（とアリ）、シロアリに限られる。ハチとアリでの不妊カーストは働きバチ（アリ）であり、シロアリの場合は兵隊アリがそれに当たる。
E.O.ウィルソンによる真社会性の定義は
1. 不妊カーストがいること
2. 複数の世代が同居していること
3. 共同して幼い個体の保育が行われること

である。
真社会性を生む基盤が明らかになったことによって、他にも真社会性の昆虫がいるのではないかと考えられるようになった。血縁選択が働くためには、集団を作り、しかもその集団内部の血縁度が高ければいいのである。そして新たに不妊のカーストを持つ昆虫が発見された。アブラムシの仲間に、兵隊アブラムシを持つものが観察されたのである。アブラムシは、有翅の雌が飛んできて、植物上に定着すると、そこで単為生殖によって子供を産み、大きな集団を作る。アブラムシのある種は、生まれた子の一部が鋭いくちばしと鎌のような前足を持ち、天敵が近づくとそれにしがみついて防御をする。このような幼虫は、成長せず死ぬ。アブラムシの集団は同じ母親から単為生殖で生まれたクローンであるから、シロアリやハチ以上に血縁度は高く、真社会性が発達しやすいと考えられる。
その後、それ以外の昆虫や、昆虫以外でもエビ類のテッポウエビの仲間と、哺乳類のデバネズミなどにも真社会性が発見されている。これらは個体が分散せず、近親婚を行うことで個体間の血縁度が高く保たれているのではないかと推測されている。真社会性は昆虫だけのものではなくなっており、まとめて真社会性動物、真社会性生物とよぶ。ただし生物学では区別せずに「社会性」と言った場合は真社会性を持つものだけを指す場合もある。この文脈ではヒトは社会性動物ではない。哺乳類で真社会性を持つのは現在のところハダカデバネズミのみである。

## アリ・ハチ・シロアリの巣
これらは巨大な巣を作るものもあり、それが新たな環境を提供し、そこに生息する多くの生物群を生み出している。彼らが栽培する菌類や家畜的に飼育するササラダニやカイガラムシがいるのは特殊な例であるが、彼らの巣には、人間の場合のネズミやゴキブリのようなもの、あるいは居候や食客や居直り強盗などに類するような、さまざまな小動物が住み着いている。植物においても、巣の周辺では蓄積された食料や排泄物が土壌の窒素の含有率をたかめたり、周辺の昆虫類をアリが排除するため、巣の周辺に選択的に見られるものがある。
これらを表す言葉に好蟻性（こうぎせい）、あるいは好白蟻性（こうはくぎせい）という言葉がある。

## 社会性の発達
ハチ類には、単独生活から家族生活、真社会性のものまで、様々な段階の生活を持つものがある。それらの習性を比較することで、社会性がどのようにして発達したのかが推測されている。社会性のハチには2つの系統がある。それらには親と子が共存する亜社会性の種があり、そのようなものから進化したという説がある。これは、ホイーラーが提唱したもので、岩田久二雄の研究もこの説を支持するものであった。
1. アシナガバチ、スズメバチなど、肉食のもの。これの先祖はベッコウバチやドロバチ、ジガバチ等の狩りバチであったらしい。狩りバチは、成虫が幼虫の餌になる昆虫などを麻酔して巣穴に持ち込んでそこに卵を産み、生まれた幼虫はその餌を食べて成長する。卵を産むと巣を閉じてしまうものが多いが、途中で餌を追加するものもあり、そのようなものから子育てをする家族生活を経て、社会性に進化したと見られる。
2. ミツバチなど、花の花粉と蜜を食べるもの。ハナバチの仲間にはハキリバチやヒメハナバチなど単独生活のものが多数あり、それらが先祖型と見られる。巣穴に花粉と蜜を蓄え、卵を産むと巣穴を閉じるものから、マルハナバチのような小規模の家族的集団生活を経て、ミツバチのような大規模な高度の社会性に進化したらしい。

他方、集団営巣をするものから、共同営巣へと進化し、そのような側社会性のものから真社会性が進化したという説も論じられている。これはC.D.Michenerが提唱したもので、繁殖雌が複数集まって巣を作り、その後に何らかの形で一頭を除く他の雌が繁殖能力を失うことで真社会性になったとする。実際、温帯の社会性ハチとアリでは群れは単独の雌で始まることがほとんどだが、熱帯性の社会性ハチでは、多雌による巣の形成が多く見られることが知られている。またアシナガバチの一部では、複数の雌により創設された群れにおいて、雌間に明確な直線的な順位制が存在し、最上位の雌のみが産卵するようになる。
なお、この順位制については、当時においては鳥などの群れに見られるそれとの比較を可能にする発見であるとして、比較社会学への進展が見込まれたが、その後の経過としてはそうはなっていないようである。
シロアリは、全種が社会性である。シロアリはハチとは異なり、幼虫は自力で餌をとり、親による子への給餌は行われない。したがってハチとは全く異なった経緯があると考えられるが、詳細は不明である。シロアリは材木を食べるためにセルロース分解能を持つ共生する腸内微生物を持っている。生まれた子供はそれを親の口移しで手に入れる必要があり、そのような過程で家族生活が発達したものと思われる。さらに木材などの内部に密閉された生活から近親交配が多くなり、血縁度が上がったことによるとの説もあるが、反論も多い。